# КС-5363
КС-5363 — серия стреловых кранов на пневмоколёсном ходу грузоподъёмностью от 25 тонн до 36 тонн. Краны этой серии были разработаны одесским ГСКТБ ТК в начале 1970 годов и выпускались начиная с 1971 года и до середины 1990-х годов.
Краны предназначены для выполнения монтажных и погрузочно-разгрузочных работ с массой грузов до 25 т (36 т у модификаций). Кинематическая схема даёт возможность одновременно совершать две различные рабочие операции.

## Модификации
- КС-5363 — базовая модель, для умеренного климата (от −40 °C до +40 °C).
- КС-5363А — первая модификация.
- КС-5363М, КС-5363АМ — армейские модификации. Производились под заказ МО СССР. Предназначены для работы как с обычными, так и с военными разрядными грузами, в том числе стратегического ядерного оружия[6]. Каждый из созданных кранов этих моделей проходил перед отправкой тщательную приёмку представителей МО[7]. По состоянию на 2000 год в Военно-Морском флоте России числилось 63 таких крана, из которых только 17 — были рабочими[6].
- КС-5363Б — вторая модификация. Модель оснащена устройством «УПГ», повышающим грузоподъёмность крана с 25 т до 40 тонн. В его состав входит А-образная стойка-мачта, которая посредством канатов держит вспомогательный 9-тонный противовес. Этот противовес придвигается к платформе, когда кран переводится в транспортное положение[8]. Модель имеет ряд других улучшений (см. ниже).
- КС-5363В — третья модификация, развитие КС-5363Б, грузоподъёмность 36 т. Модель содержит устройство «УПГ». Дополнительный противовес в этой модели удерживается посредством канатов, которые закреплены на 2-ногой стойке и на прикреплённой к платформе выносной рамке[8].
- КС-5363Д — четвёртая модель серии, грузоподъёмность 36 т.
- КС-5363Е — пятая модель серии, грузоподъёмность 36 т.
- КС-5363ХЛ — модификация (северная), для работы в северных районах с низкими температурами. Конструкции модели выполнены из спец. марок сталей с гарантированной ударной вязкостью при −70 °C, а узлы механизмов крана — улучшены и их отличает повышенная надёжность[2].
- КС-5366 — последняя выпускавшаяся модификация: грузоподъёмность 36 т, гидравлический привод стреловой лебёдки и механизма поворота.

## Технические характеристики
Характеристики крана приведены в карточке.

### Габариты
| Общая длина        | 20,3 м        |
| Ширина (с опорами) | 3,3 м (4,2 м) |
| Высота             | 3,9 м         |

## Конструкция

### Поворотная платформа
Поворотная рама — сварная балочно-коробчатая конструкция. В качестве механизма, связывающего ходовую часть и поворотную раму, в кране применено двухрядное шариковое опорно-поворотное устройство. Также может применяться однорядное устройство шарикового типа (с наружным зацеплением) с диаметром 1900 мм.

#### Кабина управления
Кабина управления — одноместная из стального листа, отапливаемая и вентилируемая. Внутри установлены кнопки и два командоконтроллера, с помощью которых производится управление краном. Кабина управления крана унифицирована с кабиной КС-6362.
В модели КС-5363ХЛ кабина управления снабжена очистителями стёкол и нагревательной системой, а у модели КС-5363Б — была улучшена звукоизоляция и теплоизоляция.

#### Привод крана
Привод — дизель-электрический, многомоторный, выполнен по схеме «генератор-двигатель» (Г-Д). Питание может осуществляться как от внешней электросети (380 В), так и от силовой установки. В качестве основного двигателя используется дизельный ЯМЗ-А204М. В более поздних моделях стал применяться ЯМЗ-236М с жидкостным охлаждением.
Генераторов — два: основной (ДК309Б, 50 кВт) и дополнительный (П62, 14 кВт). Основной питает механизм передвижения и электродвигатели лебёдок, а дополнительный — цепи управления и механизм поворота. Главный генератор и дизель соединены центробежной муфтой.
У крана КС-5363ХЛ система запуска основного двигателя снабжена дополнительными аккумуляторами. Последние располагаются в утеплённом отсеке, на раме. Модификация КС-5363Б содержит улучшения в цепях возбуждения обмоток электрических двигателей.

#### Устройства безопасности
На кране установлены предохранительные устройства, обеспечивающие безопасность при его работе: ограничитель грузоподъёмности; концевые выключатели ограничения подъёма крюков и стрелы; упор стрелы; указатели вылета стрелы, гуська, угла поворота при движении, наклона крана; звуковые и световые сигналы; обратные клапаны. В качестве ограничителя грузоподъёмности применяется устройство ОГП-1 или ОГБ-2.

### Ходовая часть
Ходовая рама — цельносварная, балочная. Шасси крана — пневматическое, двухосное. Обе оси ходовой являются ведущими. Колёса (с шинами типа 14.00 R20), смонтированные на обеих осях — сдвоенные. Мосты — автомобильного типа. Передний мост — управляемый, снабжённый балансирной подвеской. Задний мост является ведущим и снабжён планетарными передачами и коническо-цилиндрическим редуктором (2-ступенчатый).
У задней оси жёстко-балансирная подвеска, а на передней установлена жёсткая. Из четырёх колёс переднего моста ведущими являются только внутренние. На плохих дорогах они могут блокироваться с внешними колёсами. Плавное трогание и широкий диапазон переключения передач обеспечиваются благодаря тяговому электродвигателю с 2-х скоростной коробкой передач.
Рулевое управление краном — механическое, с гидроусилителями. Тормозная пневмосистема построена на колодочных колёсных тормозах и стояночном ленточном тормозе (нормально-замкнутый). Последний действует на планетарную передачу, с пневматическим или гидравлическим управлением.

#### Выносные опоры
Кран оборудован четырьмя аутригерами. Опоры — Х-образные. Поворот опор осуществляется вручную, а подъём/опускание — при помощи гидравлических цилиндров. Последние оснащены гидрозамками и стопорными гайками.
В модели КС-5363Б, по сравнению с предыдущими, база аутригеров была увеличена. Также были добавлены дублирующие рукоятки, управляющие их гидравлическими цилиндрами.

### Стреловое оборудование
Рабочая стрела КС-5363 — решётчатой конструкции, шарнирно-складывающаяся. Пояса и раскосы стрелы выполнены из углеродистых уголковых сталей. Длина стрелы в базовом исполнении — 15 метров. Стрела может наращиваться посредством промежуточных секций-вставок — до 30 метров. Дополнительно на стрелу может быть установлен гусёк-удлинитель (управляемый или неуправляемый). На оголовке стрелы располагаются четыре колеса — для перевода крана в рабочее положение из транспортного (и обратно) без помощи вспомогательного крана.
Помимо стрелового исполнения, кран КС-5363 может работать и с башенно-стреловым оборудованием. В этом случае на башню монтируется управляемый гусёк: на 15-метровую башню ставится гусёк длиной 15 метров, а на более высокие башни (20 и 25 м) — монтируются гуськи длиной 10, 15, либо 20 метров. Все стреловые элементы и элементы гуськов имеют пальцевое, быстроразъёмное соединение. При погрузочных работах с сыпучими грузами может подвешиваться двухканатный грейфер, вместимостью до 2 м³.
В модификации КС-5363Б был добавлен гусёк-удлинитель (15 метров) и внедрена 2-кратная запасовка на грузовом полиспасте (при стрелах длиной 15, 17.5 и 20 метров).
У модели КС-5363В основная стрела может наращиваться (с шагом 2.5 м) вплоть до 32.5 метров. На стрелу крана может монтироваться гусёк длиной 10 или 15 метров. В башенно-стреловом исполнении на башню (от 15 м до 32.5 м) ставится управляемый гусёк (длина 10, 15 или 20 метров). На всех стрелах и со всеми башнями горизонтальное перемещение грузов достигается благодаря специальной запасовке. При этом грузовой канат крепится на барабанах 2-х лебёдок.

## Эксплуатация: монтаж-демонтаж, транспортировка

### Транспортировка
Краны серии КС-5363 на большие расстояния перевозят следующими способами:
- По автодорогам. Кран перевозят при помощи тягача на буксире (20 км/ч). Для этого он оборудован прицепным устройством.
- По железной дороге. При перевозке по железной дороге кран разбирается на узлы: демонтируется рабочая стрела и снимаются колёса. Перевозка крана осуществляется на железнодорожной четырёхосной платформе (60 т). Погрузка на железнодорожную платформу производится краном грузоподъёмностью от 20 тонн.

## Происшествия с КС-5363
- 30 мая 2005 года в Якутске на строительстве второй очереди крытого рынка при подъёме краном КС-5363 банки с бетоном произошла авария. Выяснилось, что во время подъёма груза два аутригера (с правой стороны) провалились под землю. Затем стрела крана ударилась в стену перекрытия второго этажа строящегося рынка. После чего произошло разрушение стрелы, повреждения получили гусёк, корневая и промежуточная секции. По результатам расследования установлен комплекс причин: «отсутствие у компании-застройщика проекта производства СМР краном»; «не было принято во внимание весеннее оттаивание грунта — ни при подготовке, ни в процессе производства работ краном»; «плохая организация производства работ краном»; «не было инструктажа обслуживающего кран персонала»; «эксплуатация крана была запрещена инженером по надзору»; «крановщик приступил к работе, находясь в состоянии алкогольного опьянения, не проверив состояние площадки для установки крана, то есть нарушил требования Производственной инструкции для крановщиков (машинистов) по безопасной эксплуатации стреловых самоходных кранов».
- 26 июня 2010 года на производственной площадке Тульской области при разгрузке грузового автомобиля краном КС-5363В произошла авария крана. Авария произошла в городе Суворов. С автомобиля рабочие разгружали листовой металл. В разгрузке дополнительно участвовал работник, официально не оформленный в компании (работал по устной договорённости). Во время разгрузки стреловой канат крана оборвался. После чего стрела упала на разгружаемую машину. В результате смертельную травму получил привлечённый по устному договору работник[11][12]. Саму компанию впоследствии подвергали административному наказанию — приостанавливали на 60 суток деятельность двух грузоподъёмных кранов[13].
- 20 октября 2010 года в Великом Новгороде при проведении ремонтных работ на одном из мостов произошла авария КС-5363. Кран опрокинулся и повредил трубу газопровода низкого давления. В результате на 12 с лишним часов микрорайон Волховский (население 3 тысячи человек) остался без газа, а машинист крана с травмами госпитализирован. Следователями проводится проверка[14].
- 22 марта 2011 года в Минске на территории образовательного учреждения при перемещении железобетонных блоков краном КС-5363 произошла авария. В результате никто не пострадал. Сам кран опрокинулся и повредил ограждение из металла и крышу детской беседки. Причины выясняются[15].
- 14 апреля 2012 года на строительстве жилого дома в Новосибирске при подаче железобетонной плиты краном КС-5363 произошла авария крана со смертельным исходом. В результате двое рабочих погибли. Как оказалось, при подаче оборвался стреловой канат. После чего произошло падение рабочей стрелы на перекрытие строящегося дома, где в то время находились рабочие, скончавшиеся вследствие  полученных от удара стрелой несовместимых с жизнью травм. Специалистами Ростехнадзора было проведено расследование, которое показало, что основными причинами аварии стали три: «нахождение рабочих в опасной зоне работы крана»; «использование стрелового каната, подлежащего выбраковке» и «эксплуатация крана, имеющего неисправности»[16].